# Radiogoniométrie

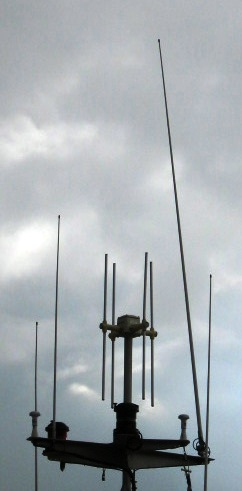
Radiophare de repérage d'urgence.

La radiogoniométrie est la détermination de la direction d'arrivée d'une onde électromagnétique.
La radiogoniométrie a deux applications principales :  
- en navigation : la radiogoniométrie d'un émetteur fixe et connu (un radiophare ou une radiobalise) permet de déterminer un lieu de position pour le récepteur et par conséquent une position en relevant au moins deux émetteurs , elle peut également être utilisée (avec un seul émetteur) pour rejoindre un port équipé d'un radiophare (technique dite de homing (en), retour à la maison) ;
- en guerre électronique : la radiogoniométrie d'une émission hostile (radar, radio et autodirecteur de missile) permet de localiser cet émetteur  soit en employant plusieurs récepteurs en des positions différentes, soit par calcul en fonction de la cinématique propre du récepteur.

## Utilisation

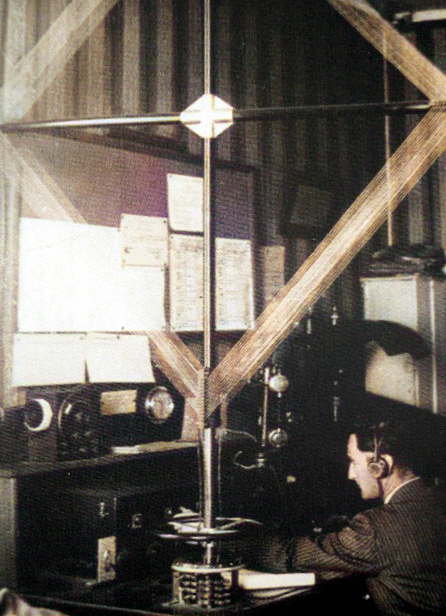
Station de radiogoniométrie 410 kHz.

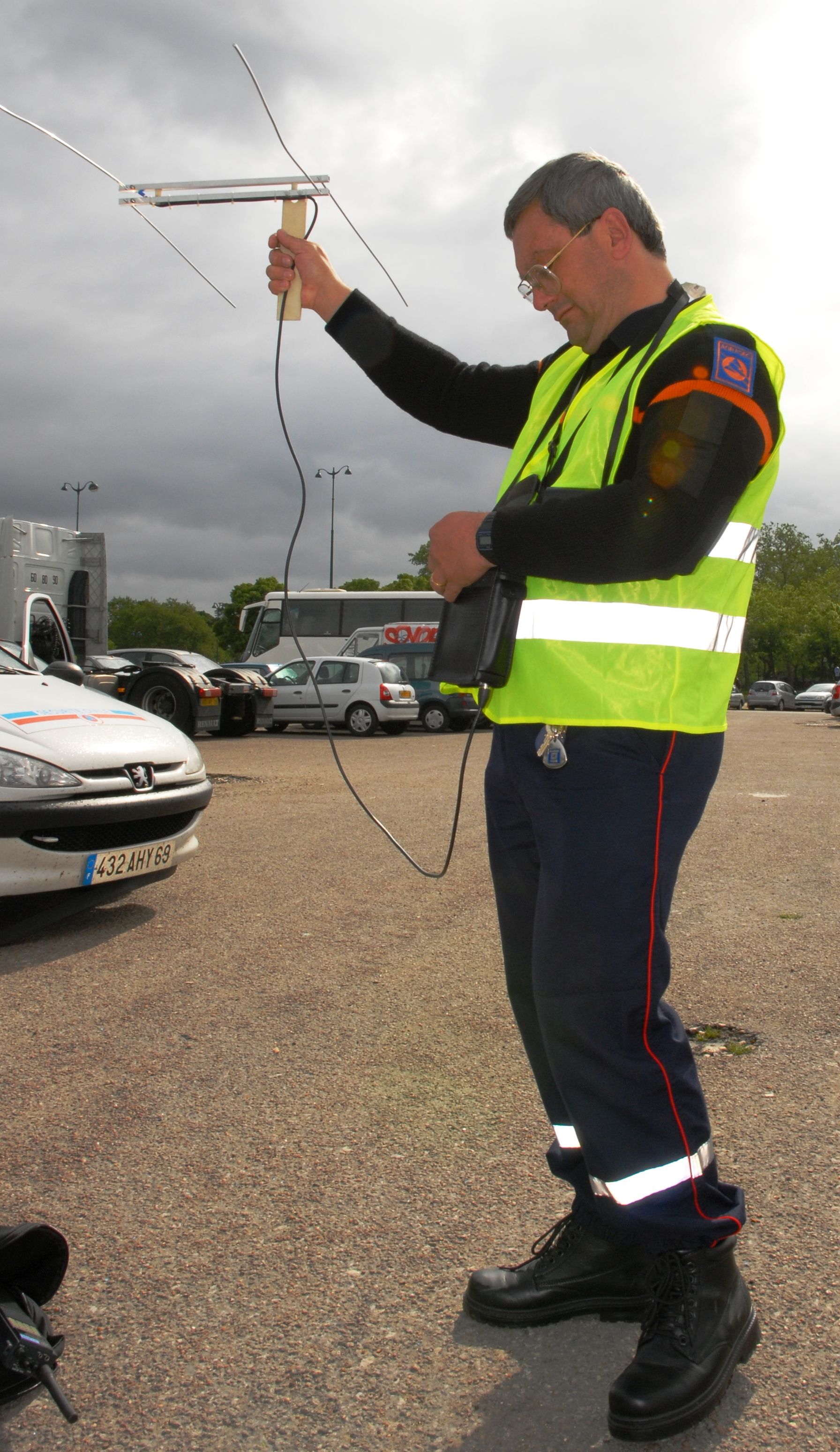
Radiogoniométrie 121,500 MHz.

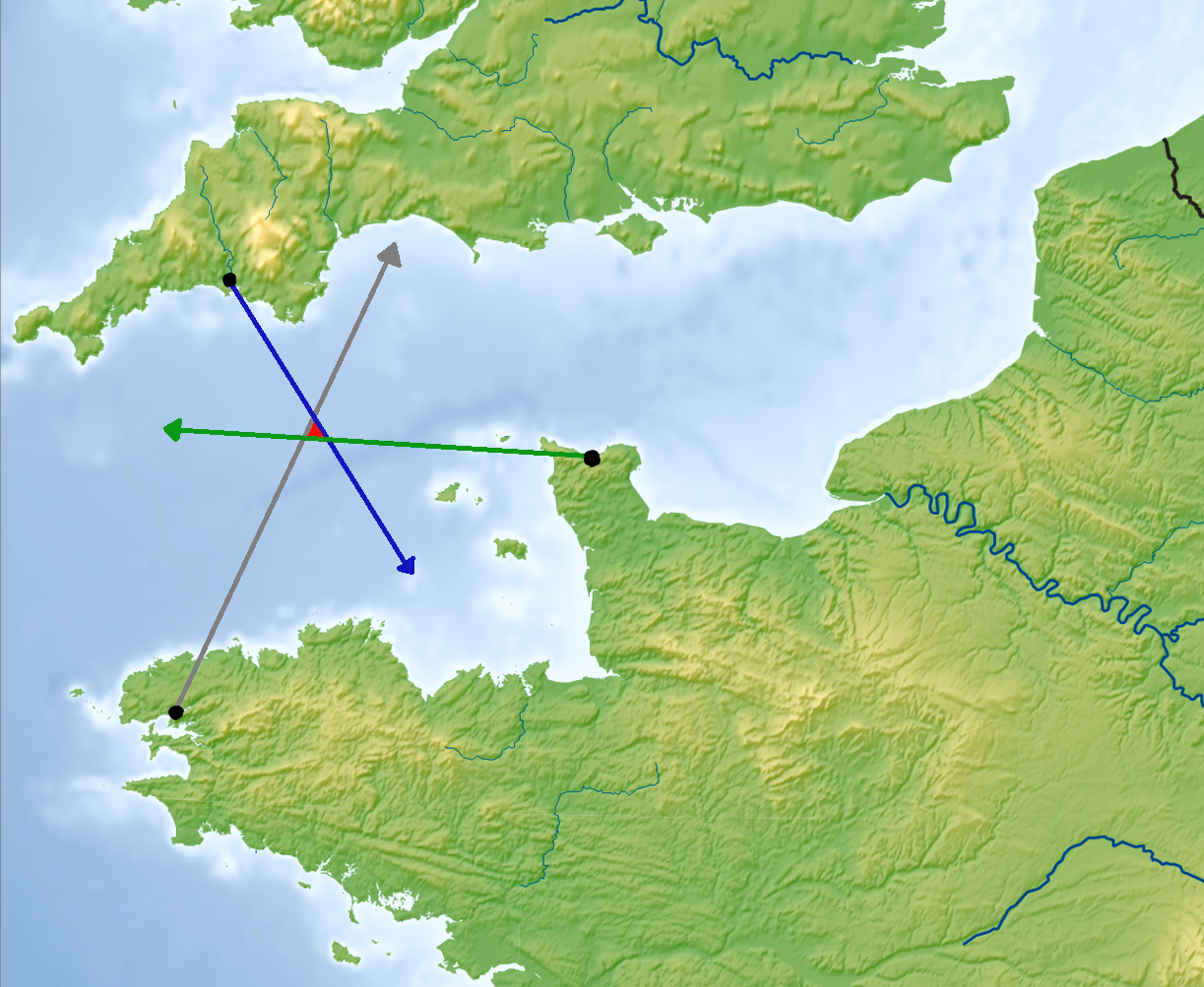
Radiogoniométrie.

Historiquement les goniomètres ont beaucoup été utilisés comme un équipement d'aide à la navigation, tant pour les avions que pour les navires. Donc la fréquence normale de radiogoniométrie 410 kHz en radiotélégraphie morse, positions des navires et des aéronefs sur leurs demandes à plusieurs opérateurs de radio-goniométrie au sol. L'avènement du GPS semble faire disparaître cette utilisation.
En version maritime et en particulier pour les embarcations basses sur l'eau (plaisance où elle fut très utilisée jusqu'aux années 1970), elle est entachée de nombreuses imprécisions dues à des anomalies de propagations des ondes (temps de brouillard, déviation par une masse terrestre, embruns, aurore et crépuscule).
Ce manque de précision nécessitant un opérateur entraîné et des corrections semi - empiriques a souvent fait douter de la valeur du système comme en témoigne la catastrophe de Honda Point.       
Une forme plus sophistiquée et plus précise de point radiogoniométrique avait été développée par l'aviation et la marine allemande durant la Seconde Guerre mondiale, le système Elektra Sonne, utilisant des émetteurs multidirectionnels à secteurs localisés en l'Europe occupée (Stavanger ou Ploneis) ou en Espagne Franquiste (Emetteur de Lugo).
Les très efficaces services britanniques de contremesures électroniques se gardèrent bien de saboter ou de brouiller ces équipements, préférant en faire bénéficier la Royal Navy et le Coastal Command aérien, avant de  faire main basse sur le système au titre de prise de guerre et de le faire exploiter  par la société British Marconi sous le nom de système Consol.
Par exemple :
- dans le domaine de la VHF et de l'aéronautique, le goniomètre est aussi appelé VDF (VHF Direction Finder) ;
- installé à bord d'un aéronef, lorsqu'il est utilisé pour déterminer automatiquement la direction d'émission d'une balise fixe, il est appelé ADF (Automatic Direction Finder) ; il peut utiliser des ondes kilométriques, hectométriques ou même la gamme HF (Hautes Fréquences) ;
- en France, la recherche radiogoniométrique d’aéronef en détresse du plan SATER (Sauvetage Aéro-Terrestre) qui est un plan de secours mis en place au niveau départemental ayant pour objectif la recherche terrestre et la localisation précise d'aéronefs civils ou militaires en détresse et de ses occupants par les services chargés de radiogoniométrie dont l'ADRASEC.

Les radiogoniomètres restent principalement utilisés par :
- les forces armées dans le but, émetteurs adverses afin d’obtenir des renseignements sur leur situation afin de pouvoir évaluer les forces en présence, soit, comme ce fut le cas durant la Seconde Guerre mondiale, de localiser grâce à la « chasse goniométrique », en France et en Belgique, les émetteurs clandestins des mouvements de résistance à l'occupation allemande et de leurs réseaux de renseignement par émissions en langage morse vers l'Angleterre ;
- des agences gouvernementales de contrôle du spectre, agences chargées de contrôler que les utilisateurs de fréquences radio sont bien détenteurs d’une licence (cf. licences UMTS) ;
- les radioamateurs ;
- la radiogoniométrie écologique destinée à la protection des espèces animales en les équipant d'émetteurs miniaturisés qui permettent de les suivre dans leurs déplacements par radio-localisation afin de mieux connaître leur vie dans le but de les protéger (entre autres contre le braconnage ou pour apprendre le parcours des pigeons voyageurs) ;
- la radiogoniométrie sportive également appelée « chasse au renard » est une course d'orientation chronométrée qui combine à la fois les techniques de la radio-localisation, l'utilisation de cartes topographiques et l'usage d'une boussole. Il s'agit de trouver des balises radioélectriques à l'aide d'un équipement de radiogoniométrie composé essentiellement d'un récepteur radio, d'atténuateurs et d'une antenne directive. En radiogoniométrie sportive on utilise des fréquences radios dans les bandes des 80 mètres et 2 mètres, ceci parce que ces bandes radioamateurs sont disponibles pour tous les radioécouteurs, quel que soit leur pays.

Les radiogoniomètres utilisent différents principes physiques :
- la directivité de l'antenne de réception ;
- l'interférométrie ;
- l'effet Doppler-Fizeau.